# Artaquees
Artaquees fou un enginyer persa que va dirigir la construcció del canal de Mont Atos. Va morir mentre Xerxes I de Pèrsia era al lloc amb el seu exèrcit u li fou atorgat un esplèndid funeral.